# 雅休邸
雅休邸（まさやすてい）は、愛知県知多市岡田開戸24にある建築物群。旧岡田医院（きゅうおかだいいん）とも呼ばれる。旧岡田医院主屋、診療所棟、蔵、道具蔵、給水塔、塀が登録有形文化財。

## 歴史

### 岡田医院の開業
竹内雅休は1882年（明治15年）5月4日に生まれ、1905年（明治38年）に愛知県立医学専門学校（現・名古屋大学医学部）を卒業した。
軍医として満州、福岡県久留米市、和歌山県和歌山市、福岡県小倉市などに勤務した後、軍医大佐として豊橋市の豊橋陸軍病院（現・国立病院機構豊橋医療センター）院長を務めていたが、退官後の1929年（昭和4年）には知多郡岡田町に岡田医院を開業させた。岡田町に芝居小屋の喜楽座などを建てた竹内覚造が棟梁を務めたと伝わる。
和洋折衷様式の診療所棟、和風建築の主屋、道具蔵、給水塔、塀がこの年に竣工しており、蔵は1931年（昭和6年）ごろに建てられた。竹内雅休は1937年（昭和12年）に知多郡医師会長を務めているほか、学校の校医なども務めた地域の名士だった。

### 戦争とその後
長男の竹内一夫は名古屋市熱田区で開業医をしていたが、週末には岡田医院で父親の診療を手伝い、いずれは父親を継いで岡田医院の院長に就任する予定だった。しかし、竹内一夫は太平洋戦争に召集されて戦死したため、1950年（昭和25年）まで自らが岡田医院を経営した。内科に加えて外科の診療も行い、岡田町以外からも患者が集まった。竹内雅休は1951年（昭和26年）に死去した。
その後は竹内家の住居となり、別の医院が診療所棟を用いていた時期もあった。

### 近年の動向
約30年間に渡って空き家となっていたが、2001年（平成13年）4月にはNPO法人プラザちたの活動拠点となった。
2008年（平成20年）にはMPO法人に替わって雅休邸運営委員会が所有者から借り受け、4月13日には岡田春まつりに合わせて「雅休邸おひろめ会」が催された。2009年（平成21年）4月には雅休邸で「喜楽座の思い出展」が催され、喜楽座の木製文字、歌舞伎の看板、時代劇のポスターなどが展示された。
岡田地区では2013年（平成25年）3月29日に知多岡田簡易郵便局が、2014年（平成26年）4月25日に木綿蔵ちたが登録有形文化財に登録されており、2015年（平成27年）11月17日には旧岡田医院の主屋、診療所棟、蔵、道具蔵、給水塔、塀が登録された。なお、同じ知多半島では同時に野間郵便局旧局舎も登録されている。2017年（平成29年）には旧中七木綿本店の各建物も登録されている。

## 建築
竹内家の敷地は約660m2であり、門の正面に診療所棟が、その南西に主屋が接続している。開業時の岡田町には水道が敷設されていなかったことから、主屋の台所に面して鉄筋コンクリート造の給水塔が設けられている。蔵や塀にはドイツ壁が取り入れられている。
- 主屋 - 木造2階建、瓦葺。建築面積195m2。1929年（昭和4年）ごろ竣工。
- 診療所棟 - 木造平屋建、瓦葺。建築面積59m2。1929年（昭和4年）ごろ竣工。
- 蔵 - 木造2階建、瓦葺。建築面積20m2。1931年（昭和6年）ごろ竣工。
- 道具蔵 - 木造2階建、瓦葺。建築面積32m2。1929年（昭和4年）ごろ竣工。
- 給水塔 - 鉄筋コンクリート造。高さ3.9m。1929年（昭和4年）ごろ竣工。
- 塀 - 鉄筋コンクリート造。総延長33m。1929年（昭和4年）ごろ竣工。

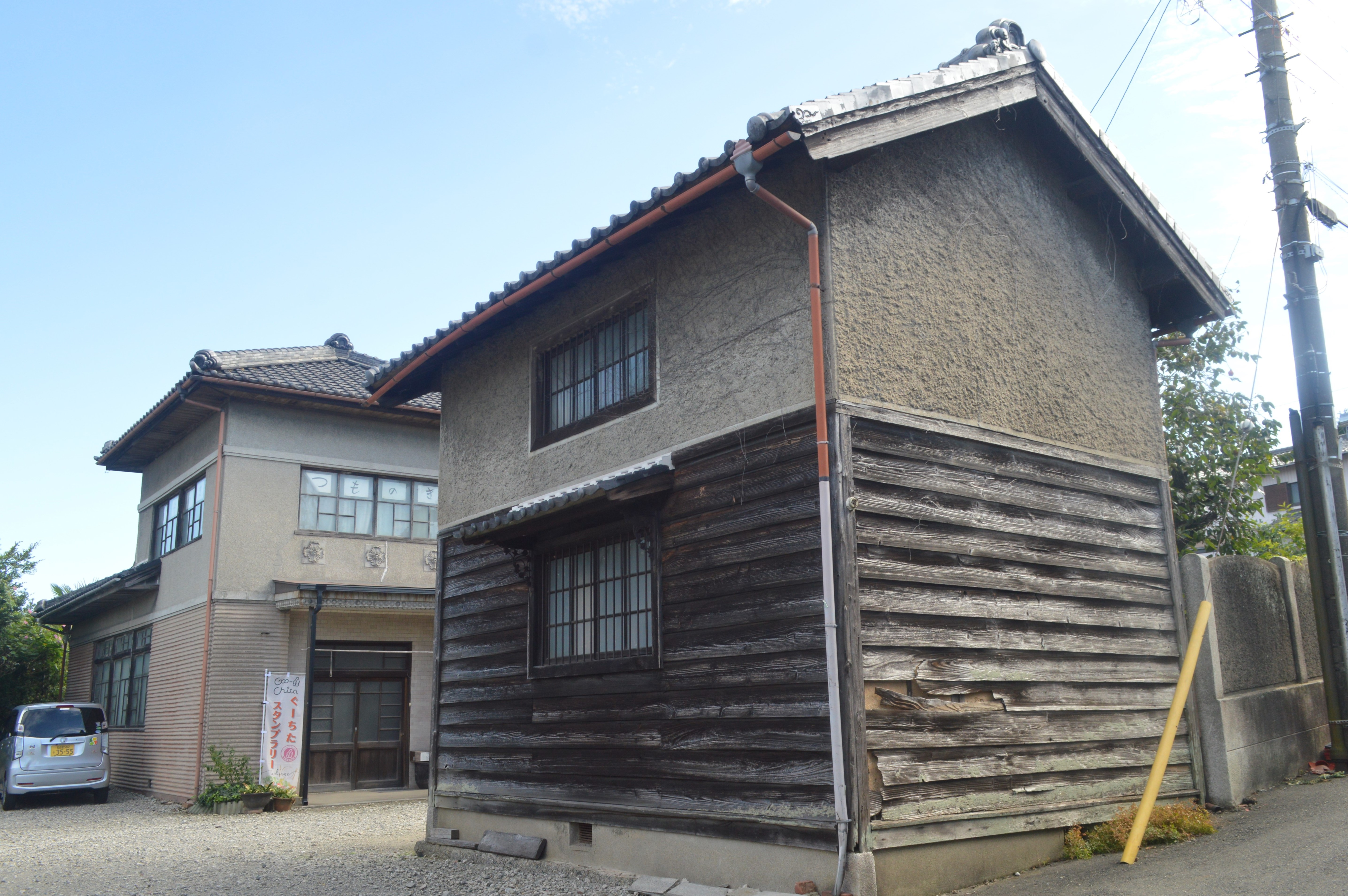
蔵
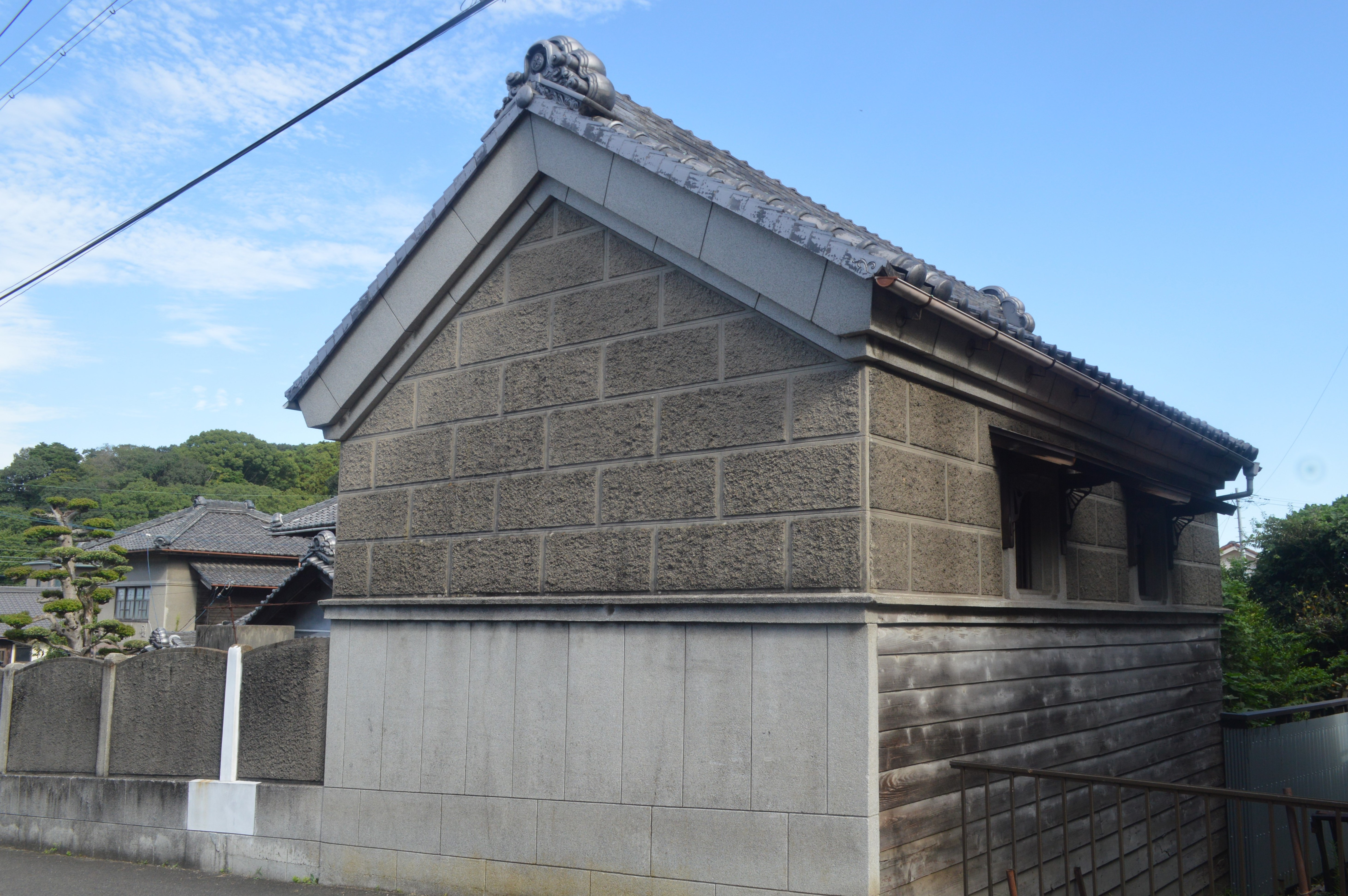
道具蔵
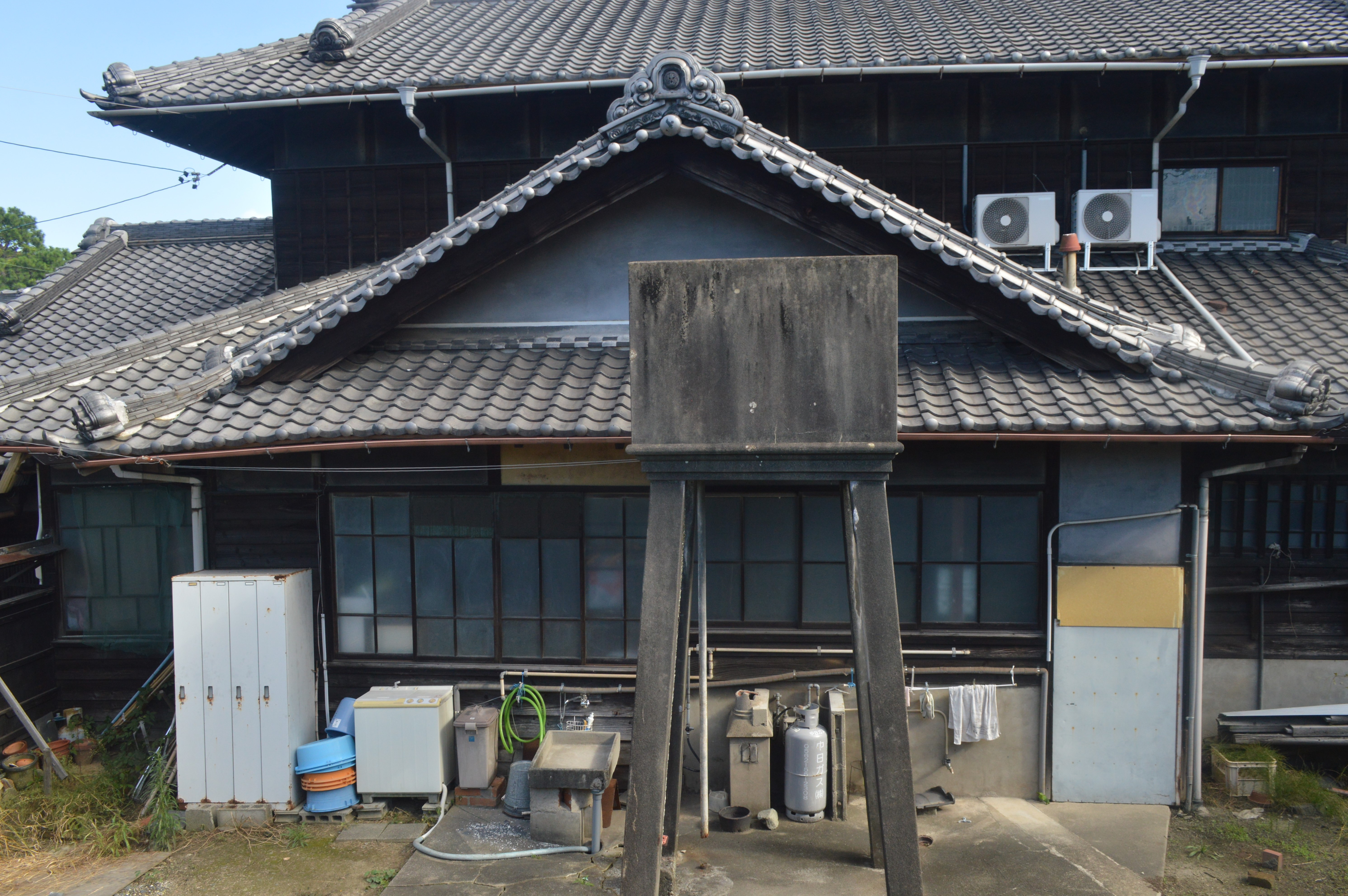
給水塔
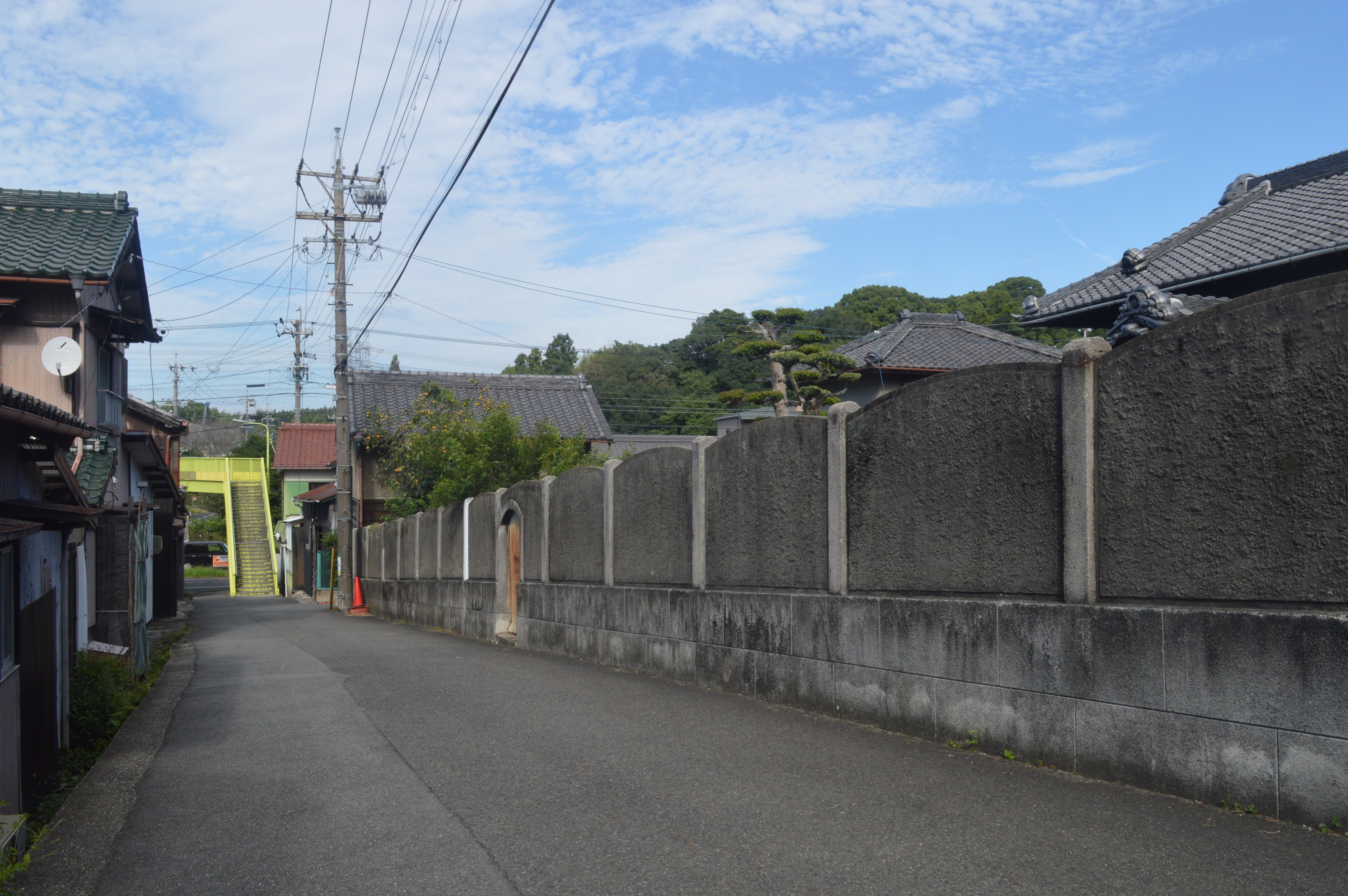
塀

### 主屋
主屋の外観は和風建築であるが、小屋組は洋小屋トラス構造となっている。軒は出桁を腕木で支えた船枻造（せがいづくり）としている。
平面の中央部に廊下がある中廊下式である。1階の南側には3間の和室と応接室があり、1階の北側には玄関、浴室や便所、茶の間、女中室がある。応接室は洋間であり、天井の漆喰装飾、上げ下げ窓、色ガラスが嵌められた欄間がある。浴室は唐傘天井であり、出入口戸には色ガラスが用いられている。
現在はあとりえ 縁プラスが主屋の応接間を利用している。

### 診療所棟
診療所棟の外壁は上部がモルタル塗、下部は横溝が彫られた煉瓦色のモルタル塗であり、1階と2階の窓上にはコーニスが廻されている。玄関扉の周囲にはタイルが貼られ、装飾が施された庇が付いている。庇の上部にはモルタルでレリーフが施されている。
1階には玄関、待合室、調剤室、診察室、処置室が配し、2階は看護婦の居室として用いられた6帖の和室が2間ある。診療室と処置室の床はリノリウムであり、腰壁は板張り、壁面の上部は白漆喰塗である。待合室、調剤室、2階の和室は和風仕上げであり、待合室と和室は畳敷きとなっている。
現在は伝承知多木綿 つものきが診療所棟を機織り工房として使用している。

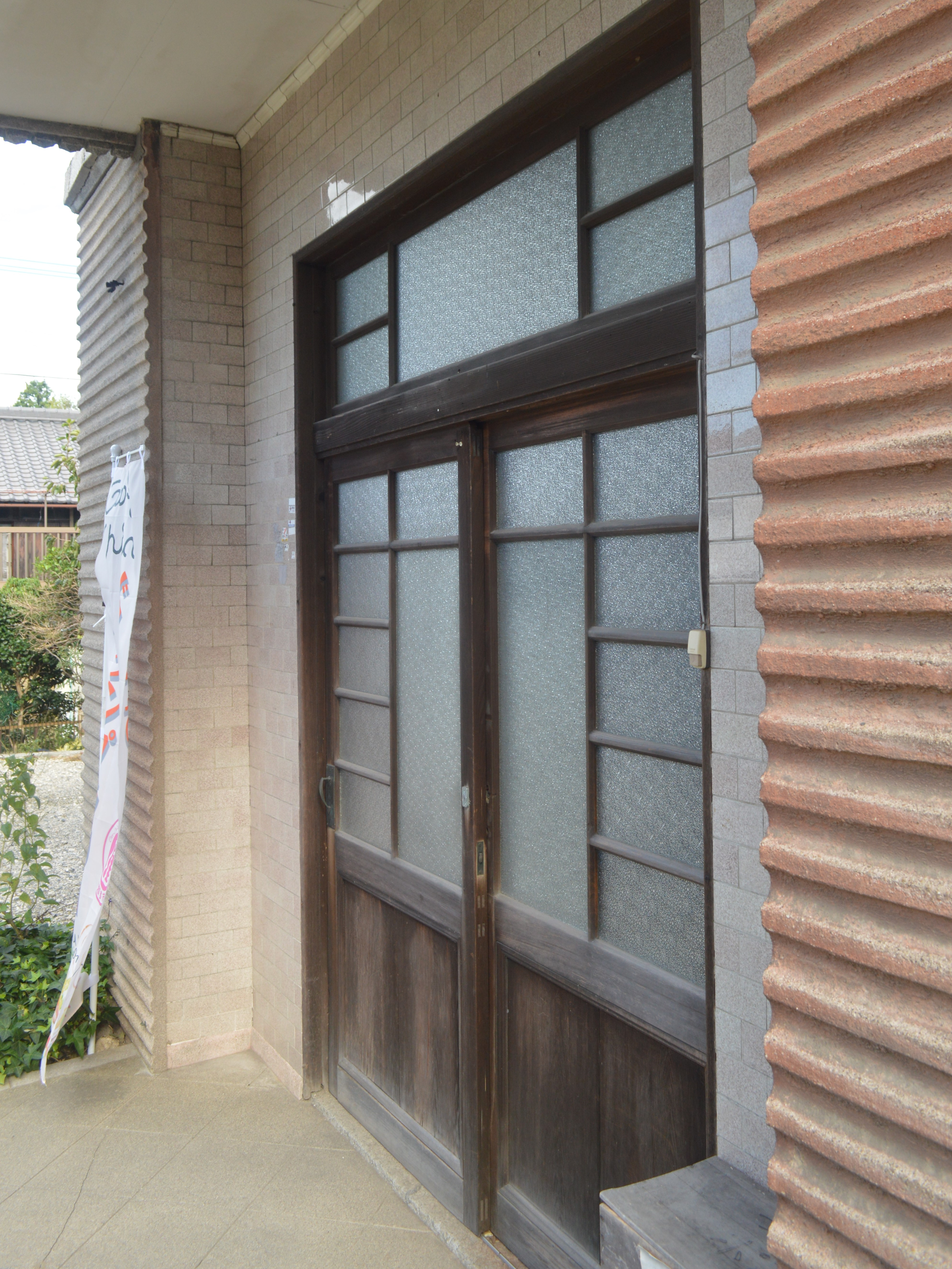
診療所棟の玄関
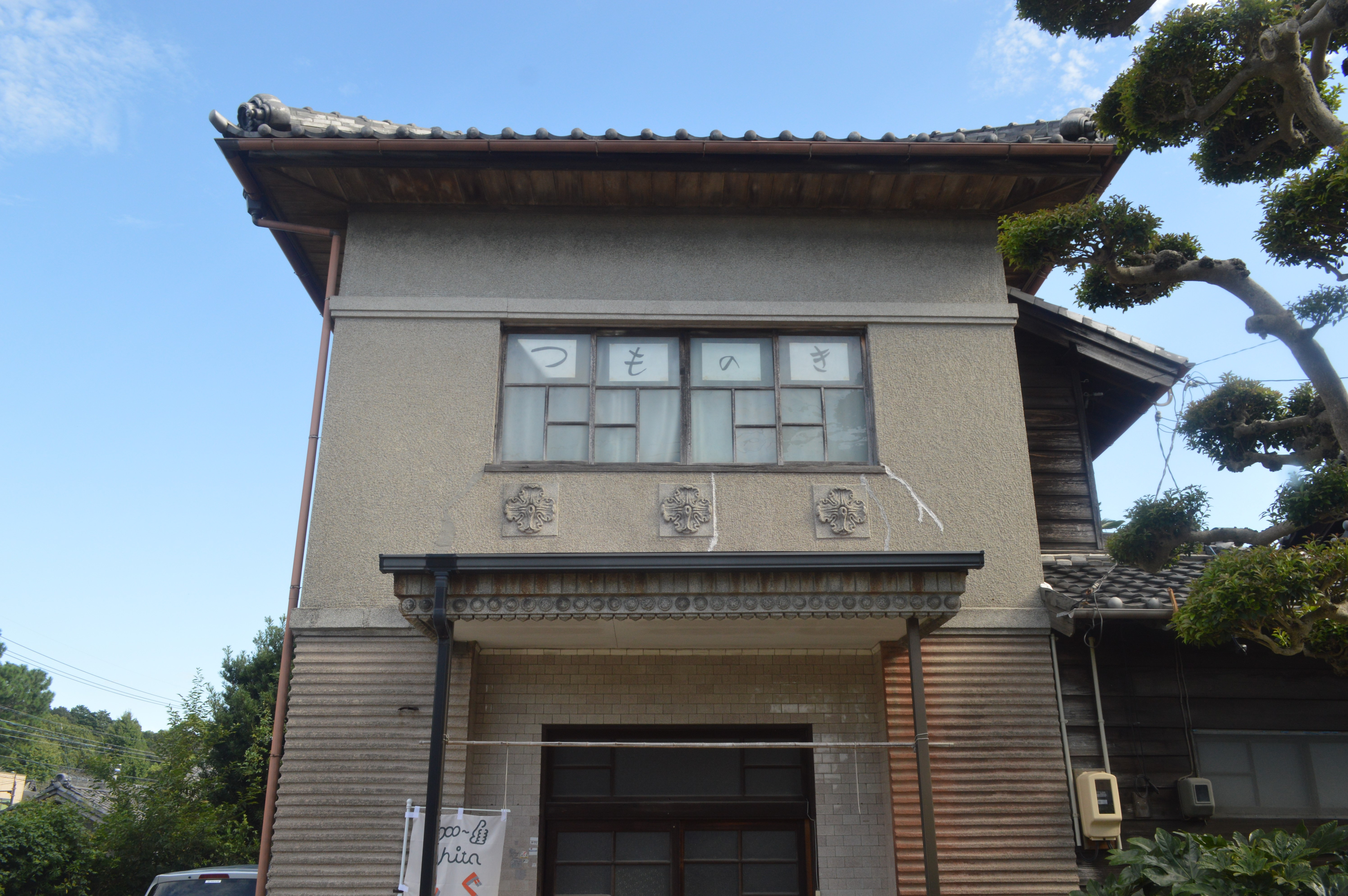
診療所棟の正面上部